# Justin Ress
Justin Ress est un nageur américain, né le 3 août 1997 à Cary (Caroline du Nord). Il est champion du monde du 50 m dos en 2022. 

## Biographie
Justin Ress gagne son premier titre national en 2017 sur le 50 m dos devançant Matt Grevers et Ryan Murphy, en 24,41 s. Sixième de la distance aux Championnats du monde plus tard cette année, il décroche quatre médailles dont trois en or à l'Universiade (100 m dos, relais 4 × 100 m nage libre et relais 4 × 100 m quatre nages). 
Aux Championnats du monde 2022 à Budapest, il remporte la médaille d'or au 50 m dos, où il est initialement disqualifié, avant d'être annoncé vainqueur après la cérémonie du podium (24,12 s contre 24,14 s pour son compatriote Hunter Armstrong), et au relais 4 × 100 m nage libre avec Caeleb Dressel, Ryan Held et Brooks Curry. Aux Championnats du monde 2023 à Fukuoka, il gagne deux nouvelles médailles : l'argent au 50 m dos et le bronze au relais 4 × 100 m nage libre.

## Palmarès

### Championnats du monde en grand bassin
- Championnats du monde 2022 à Budapest
  -  Médaille d'or du 50 m dos.
  -  Médaille d'or au relais 4 × 100 m nage libre
- Championnats du monde 2023 à Fukuoka
  -  Médaille d'argent du 50 m dos.
  -  Médaille de bronze au relais 4 × 100 m nage libre